# Antrustion
Chez les Francs et les Mérovingiens, l'antrustion (on parle aussi de leude) était un homme libre qui avait juré fidélité à la personne du roi et l'accompagnait notamment dans ses campagnes guerrières ; il  appartenait à sa truste , c'est-à-dire sa « garde personnelle ». Ces hommes étant les fidèles du roi, le wergeld est trois fois plus élevé que celui des autres hommes libres. Le tarif était aussi le même pour un Sagibaron.